# آرلینگتون (وایومینگ)
آرلینگتون(به انگلیسی: Arlington) شهری در ایالت وایومینگ کشور ایالات متحده آمریکا است که جمعیت آن در سرشماری سال ۲۰۱۰ میلادی، ۲۵ نفر بوده‌است.